# PC-Write
PC-Write war ein Textverarbeitungsprogramm und gehört zu den ersten Computerprogrammen, die erfolgreich als Shareware verkauft wurden. Das Programm wurde im Jahre 1983 von Bob Wallace entwickelt.
PC-Write war ein Texteditor, bei dem der Cursor mit den Steuertasten bewegt werden konnte (Fullscreen-Editor), was seinerzeit ein Fortschritt gegenüber den üblichen zeilenorientierten Editoren war. Mit den Funktionstasten des Rechners wurden spezielle Editierfunktionen aufgerufen. Das Programm konnte reinen ASCII Text erzeugen, bot aber auch die Möglichkeit,  Text zu formatieren (Fettschrift, Unterstreichungen).
Innerhalb des Programms gab es eine Menüseite, in der das Programm konfiguriert werden konnte. Auch eine Veränderung der Tastenfunktionen war hier möglich. 
Spätere Versionen des Programms wurden mit Thesaurus ausgeliefert. Zusätzliche Programme zur Konvertierung von Texten aus anderen Programmen wurden ebenfalls mitgeliefert.